# Bulbophyllum incommodum
Bulbophyllum incommodum är en orkidéart som beskrevs av Paul J. Kores. Bulbophyllum incommodum ingår i släktet Bulbophyllum och familjen orkidéer. Inga underarter finns listade i Catalogue of Life.